# Batalla de Guadalete
|  | Per a altres significats, vegeu «Batalla de Guadalete (745)». |

La batalla de Guadalete és una batalla que va tenir lloc l'any 711 entre els musulmans i els visigots, amb la derrota dels darrers, i com a conseqüència les tropes del Califat van expandir-se i conduïren la invasió musulmana d'Hispània.

## Antecedents
Olban, el comte visigot de Septa (Ceuta), que governava sobre els amazics Gumara, vassalls dels visigots que s'havien sotmès als musulmans, va fer de mitjancer per obtenir la col·laboració de Mussa ibn Nussayr a favor d'un bàndol en les lluites civils entre els dos partits que es disputaven la corona visigoda.
El 710 Mussa ibn Nussayr, va menar una expedició de tempteig a les costes andaluses, comanada per Tarif ibn Màlik, que va tornar amb botí i sense problemes. Mussa ibn Nussayr, sembla que va demanar opinió al califa Al-Walid I, que segons la tradició li va contestar «guarda't d'arriscar els creients a través dels perills d'una mar de violentes tempestes». Però l'esquer del tresor reial visigot va temptar el governador Mussa ibn Nussayr i l'any 711 va ordenar al seu general Tàriq ibn Ziyad sortir cap a Hispània.
L'any 711 Tàriq va creuar l'estret i va desembarcar a la Bètica. Amb només quatre vaixells, van caler dies per traslladar les tropes. Tàriq va desembarcar suposadament a un lloc que va anomenar jàbal Tàriq (muntanya de Tàriq), avui Gibraltar. La base es va establir a Al-Yazira al-Jadrā (Algesires). El rei got Roderic, que sembla estava en lluita contra els bascons i els nobles opositors a la part nord del regne, va sortir cap al sud.
Sembla que nobles de la Bètica favorables a Àquila II van rebre Tàriq i els seus soldats, que eren tots amazics cristians i no produïen cap recel, però no és segur que ho fessin perquè fossin aliats directes de la causa, sinó com aliats objectius. Les normes dels Concilis de Toledo prohibien demanar ajuda a l'estranger per ocupar el poder. Roderic i Àquila van acordar una treva per combatre junts els nouvinguts. La situació de Tàriq va passar a ser compromesa. Cap dels dos partits el reconeixia com el seu aliat, sinó que al contrari unien les forces, i el deixaven amb el mar a l'esquena amb un exèrcit reduït de només set mil homes. La base de Roderic estava a Còrdova. L'exèrcit d'Àquila sembla que estava cap a la zona de Cartago Nova. Tàriq va enviar un missatge al seu cap Mussa, que li va enviar cinc mil homes més, tots amazics.

## Operacions militars
Entre el 19 i el 26 de juliol del 711 a la llacuna de La Janda, segons alguns historiadors, o, segons altres com l'historiador i geògraf ceutí del segle xiv Abul Walid al-Himyari, prop del que quedava de la ciutat romana de Lacca, a la vora del riu Guadalete a uns set quilòmetres de la ciutat d'Arcos de la Frontera. Les primeres topades amb les tropes de Tàriq ibn Ziyad foren el 19 de juliol i després ja no van parar. Però els vitizians, seguidors d'Àquila II, en un moment determinat, van deixar la batalla, el que va provocar directament o indirecta la derrota de Roderic. Molts nobles van morir i fins i tot potser el mateix Roderic, encara que això no és segur.

## Conseqüències
Tàriq ibn Ziyad va completar aquesta victòria amb una segona a Écija, on va rematar la noblesa goda roderiquista (i sembla que també alguns vitizians que estaven allí). Els reis se sap que antigament s'emportaven el tresor a les batalles. No és probable, però, que Roderic portés el tresor reial al seu seguici. No obstant Tàriq devia pensar que el tresor anava amb ells i que se l'emportarien cap a Toledo, o bé sabia que estava allí.
El mateix juliol del 711 Tàriq deixà els seus lloctinents a punts estratègics (Màlaga, Granada i Còrdova, aquesta última sota el comandament de Mughith ar-Rumi) i arribà a marxes forçades a Toledo. Allí se li obren les portes i es troba amb Oppas, germà del difunt rei Vítiza, possible senyal que Àquila ja havia estat proclamat a Toledo, on el clergat li era favorable, probablement un dia abans, en saber-se la mort de Roderic. Se sap que l'arquebisbe Sindred, partidari de Roderic, va fugir cap a Roma, però es desconeix si per causa de la presa del poder pels vitizians o per por del musulmans o per ambdues raons. A Toledo, Tàriq va trobar el tresor però era difícil emportar-se'l perquè les autoritats vitizianes de Toledo només estaven disposades a entregar-ne una part com a pagament pels serveis prestats. Així doncs, Tàriq va decidir quedar-se a la capital del regne i esperar instruccions de Mussa ibn Nussayr. Allí tenia forces suficients per no ser atacat dintre la ciutat i els vitizians no s'atrevien a trencar amb ell fins que el poder d'Àquila no estigués consolidat, i una ciutat emmurallada era difícil de prendre per mitjà d'un atac de l'exterior.